# Cercophana
Cercophana is een geslacht van vlinders van de familie nachtpauwogen (Saturniidae), uit de onderfamilie Cercophaninae.

## Soorten
- C. frauenfeldi Felder, 1862
- C. venusta (Walker, 1856)